# The Trawlerman's Song
The Trawlerman's Song es un EP del músico británico Mark Knopfler, publicado por la compañía discográfica Mercury Records en junio de 2005. El EP contiene la versión de «The Trawlerman's Song» publicada en el álbum de 2004 Shangri-La y grabaciones en directo desde el estudio en una sola toma de otras cinco canciones, realizadas en los Shangri-La Studios de Malibú (California).

## Lista de canciones
Todas las canciones escritas y compuestas por Mark Knopfler. 
| N.º | Título                  | Duración |  |
| 1.  | «The Trawlerman's Song» | 5:02     |  |
| 2.  | «Back to Tupelo»        | 4:32     |  |
| 3.  | «Song for Sonny Liston» | 5:30     |  |
| 4.  | «Boom, Like That»       | 4:35     |  |
| 5.  | «Donegan's Gone»        | 2:59     |  |
| 6.  | «Stand Up Guy»          | 4:30     |  |

## Personal
Músicos
- Mark Knopfler: voz y guitarra
- Richard Bennett: guitarras
- Jim Cox: teclados
- Matt Rollings: teclados
- Doug Pettibone: guitarra (2,5) y mandolina (8)
- Glenn Worf: bajo
- Chad Cromwell: batería

Equipo técnico
- Mark Knopfler: productor
- Chuck Ainlay: productor e ingeniero de sonido
- Rodney Pearson: edición digital
- Bob Ludwig: masterización